# Augustin de Lespinasse

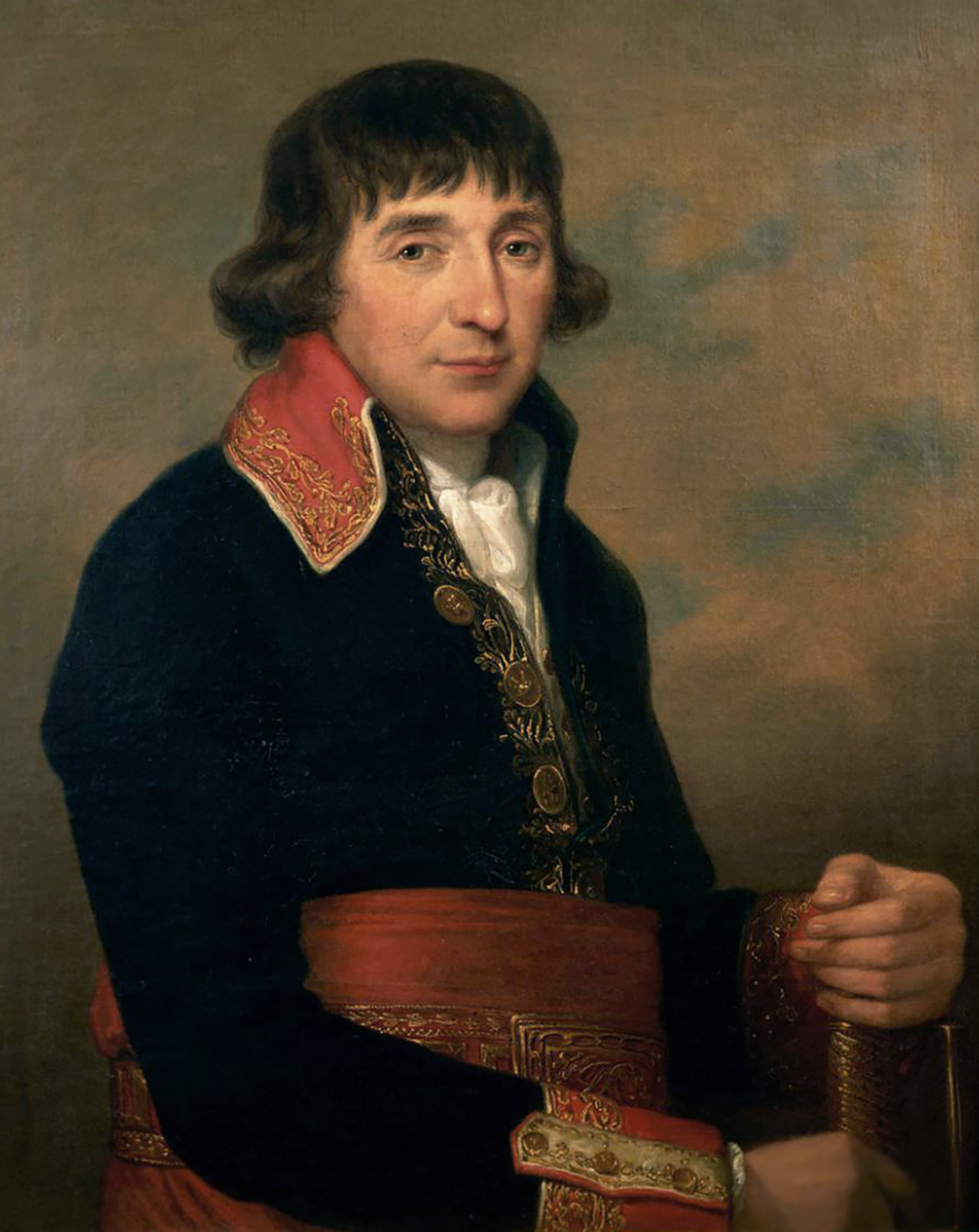
Augustin de Lespinasse

Augustin de Lespinasse (* 8. Oktober 1737 in Pouilly-sur-Loire; † 23. November 1816 in Paris) war ein französischer Général de division der Artillerie. 

## Leben
Lespinasse kam als Kadett zu den Mousquetaires de la garde und konnte sich schon bald durch Tapferkeit auszeichnen. 1769 wurde er als Kornett zu den Carabiniers versetzt. Später wurde er Aide-de-camp von Colonel Charles Léonard de Baylenx und nahm als solcher auch am Siebenjährigen Krieg (1756/63) teil. 
Nach dem Friedensvertrag von Paris (10. Februar 1763) konnte Lespinasse zur Artillerie wechseln. Dabei war ihm Kriegsminister Étienne-François de Choiseul eine große Hilfe und in dessen Auftrag verfasste er auch eine Denkschrift. Überzeugt von den Idealen der Revolution, wurde Lespinasse schon sehr früh zum Parteigänger Napoleons. 
Nach weiteren Beförderungen kam Lespinasse zur Rheinarmee. Ungeachtet seiner militärischen Erfolge degradierte ihn der Wohlfahrtsausschuss und ließ ihn zu General Jacques-Léonard Muller versetzen. 
Unter Napoleon nahm Lespinasse am Italienfeldzug teil und kämpfte bei Dego (14./15. April 1796), Lodi (10. Mai 1796), Castiglione (5. August 1796), Rovereto (4. September 1796) und Arcole (15./17. November 1796). Während der Belagerung von Mantua zeichnete er sich wiederum durch Tapferkeit aus. 
Er konnte unverletzt nach Frankreich zurückkehren und übernahm ein eigenes Kommando unter General Gabriel de Hédouville. Später widmete er sich mehr den Verwaltungsaufgaben. 
Nach der Abdankung Napoleons am 11. April 1814 schloss sich Lespinasse dem Haus Bourbon an und am 4. Juni 1814 ernannte ihn König Ludwig XVIII. zum Pair von Frankreich. 
Im Alter von 79 Jahren starb Augustin de Lespinasse am 23. Oktober 1816 in Paris und fand auf dem Friedhof Père-Lachaise seine letzte Ruhestätte.

## Ehrungen
- 14. Juni 1804 Grand Officier der Ehrenlegion
- 1807 Ordre de la Couronne de Fer
- 23. Mai 1808 Comte de l’Émpire
- 4. Juni 1814 Ordre royal et militaire de Saint-Louis
- Sein Name findet sich am westlichen Pfeiler (35. Spalte) des Triumphbogens am Place Charles-de-Gaulle (Paris).